# Jose Alvarado
Artikeln följer den spanska namnseden; faderns efternamn är Alvarado och moderns efternamn Martínez.

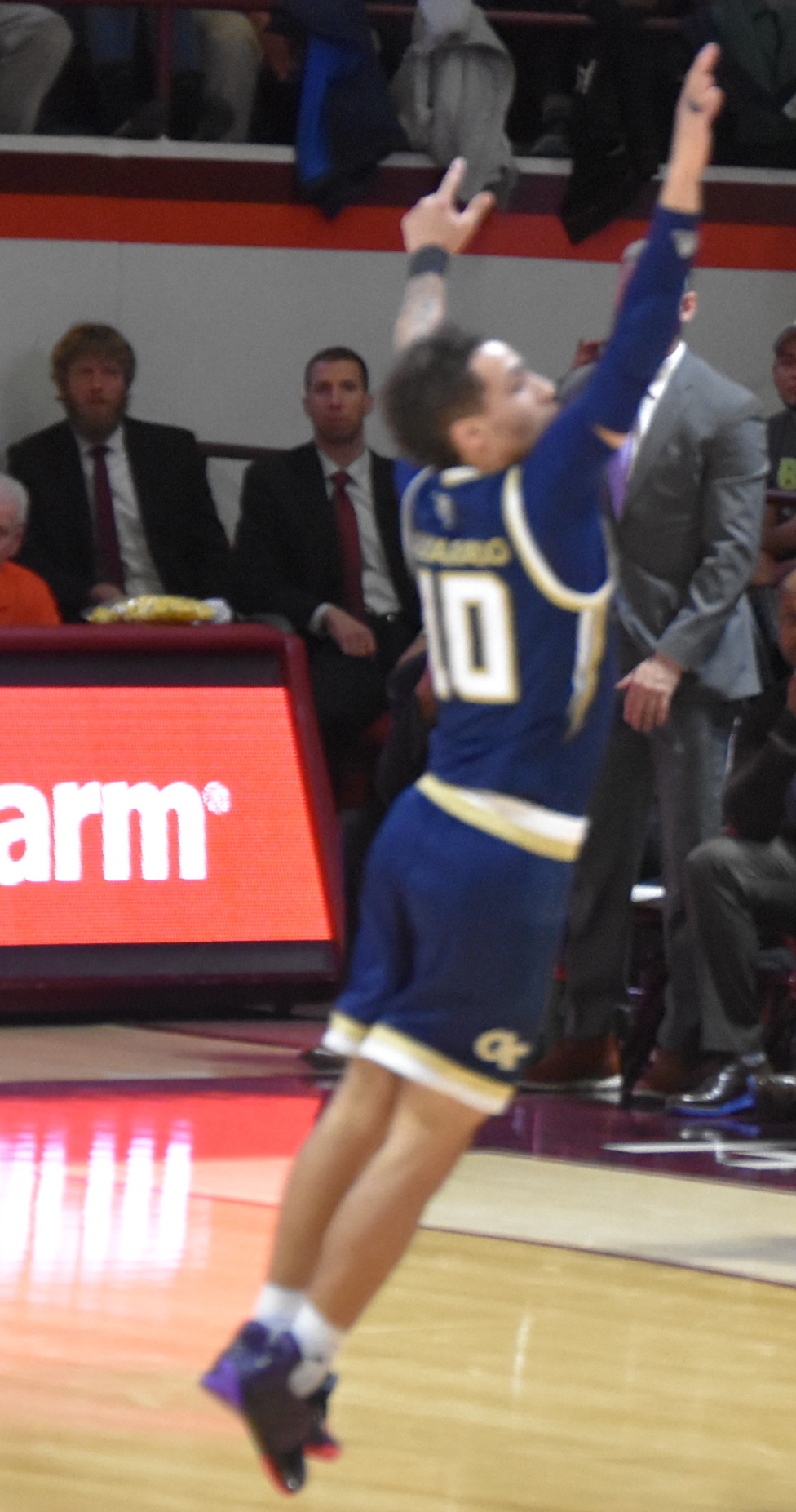
Jose Alvarado, 2019.

Jose Alvarado Martínez, född 12 april 1998 i Brooklyn, New York i USA, är en puertoricansk-amerikansk professionell basketspelare (PG) som spelar för New Orleans Pelicans i National Basketball Association (NBA).
Han blev aldrig NBA-draftad.
Innan Alvarado blev proffs studerade han vid Georgia Institute of Technology och spelade för deras idrottsförening Georgia Tech Yellow Jackets.